# Hilsenheim
Hilsenheim (in alsaziano Hílse) è un comune francese di 2 649 abitanti situato nel dipartimento del Basso Reno nella regione del Grand Est.

## Società

### Evoluzione demografica
Abitanti censiti